# Oughterby
Oughterby – osada w Anglii, w Kumbrii. W 1870-72 osada liczyła 120 mieszkańców.